# قائمة رؤساء وزراء السعودية
قائمة أسماء رؤساء وزراء المملكة العربية السعودية بداية من إنشاء مجلس الوزراء السعودي في عام 1953 اللذي حل محل مجلس الوكلاء السعودي اللذي تأسس عام 1932 (بمثابة مجلس الوزراء آنذاك والنواة الأولى له)  ، في عهد الملك عبدالعزيز كانت رئاسة الوزراء بيد ولي العهد آنذاك سعود بن عبدالعزيز و بعد أن أصبح سعود بن عبدالعزيز ملكاً على البلاد أصبح ولي العهد آنذاك فيصل بن عبدالعزيز رئيساً لمجلس الوزراء على فترتين وما بين الفترتين قدم استقالته بعد خلافاته مع سعود  و خلال الاستقالة تولى الملك سعود رئاسة الوزراء صورياً وفعلياً كان ناصر المنقور هو من يترأس جلسات مجلس الوزراء  ، و بعد تولي الملك فيصل في البلاد أصبحت رئاسة الوزراء مرتبطة بالملك وهو يتولاها بنفسه وسار على ذلك بقية الملوك اللذين خلفوه الحكم في البلاد وفي 1992 بعد صدور النظام الأساسي للحكم السعودي (بمثابة الدستور في الدول الأخرى) أصبح ينص في إحدى مواده على تولي الملك لرئاسة مجلس الوزراء.
| صورة | الاسم                                | فترة توليه رئاسة الوزراء | فترة نهاية رئاسته لمجلس الوزراء | ملاحظات |
| ---- | ------------------------------------ | ------------------------ | ------------------------------- | --- |
|      | الأمير سعود بن عبدالعزيز             | 9 اكتوبر 1953            | 9 نوفمبر 1953                   | الفترة الأولى (عندما كان وليا للعهد)                                                                        |
|      | الملك سعود بن عبدالعزيز              | 9 نوفمبر 1953            | 14 اغسطس 1954                   | الفترة الثانية (بعد توليه العرش)                                                                            |
|      | الأمير فيصل بن عبدالعزيز             | 14 اغسطس 1954            | 21 ديسمبر 1960                  | الفترة الأولى عندما كان وليا للعهد آنذاك (إستقال بسبب خلافاته مع الملك سعود)                                |
|      | الملك سعود بن عبدالعزيز              | 21 ديسمبر 1960           | 1 نوفمبر 1962                   | الفترة الثالثة بعد استقالة فيصل (تولى رئاسة مجلس الوزراء صورياً، فعلياً ناصر المنقور ترأس جلسات مجلس الوزراء) |
|      | الأمير فيصل بن عبدالعزيز             | 1 نوفمبر 1962            | 2 نوفمبر 1964                   | الفترة الثانية عندما كان وليا للعهد (عودته كرئيس مجلس وزراء للفترة الثانية بعد استقالته في الفترة الأولى)   |
|      | الملك فيصل بن عبدالعزيز              | 2 نوفمبر 1964            | 25 مارس 1975                    | الفترة الثالثة (بعد توليه العرش وحتى إغتياله)                                                               |
|      | الملك خالد بن عبدالعزيز              | 25 مارس 1975             | 13 يونيو 1982                   | فترة واحدة (منذ توليه العرش وحتى وفاته)                                                                     |
|      | الملك فهد بن عبدالعزيز               | 13 يونيو 1982            | 1 اغسطس 2005                    | فترة واحدة (منذ توليه العرش وحتى وفاته)                                                                     |
|      | الملك عبد الله بن عبد العزيز آل سعود | 1 اغسطس 2005             | 23 يناير 2015                   | فترة واحدة (منذ توليه العرش وحتى وفاته)                                                                     |
|      | الملك سلمان بن عبدالعزيز             | 23 يناير 2015            | 27 سبتمبر 2022                  | امر بتعيين ولي العهد محمد بن سلمان رئيسا للوزراء                                                            |
|      | محمد بن سلمان آل سعود                | 27 سبتمبر 2022           | حتى الآن                        | ولي العهد                                                                                                   |